# Maglia di Mare Acidalium

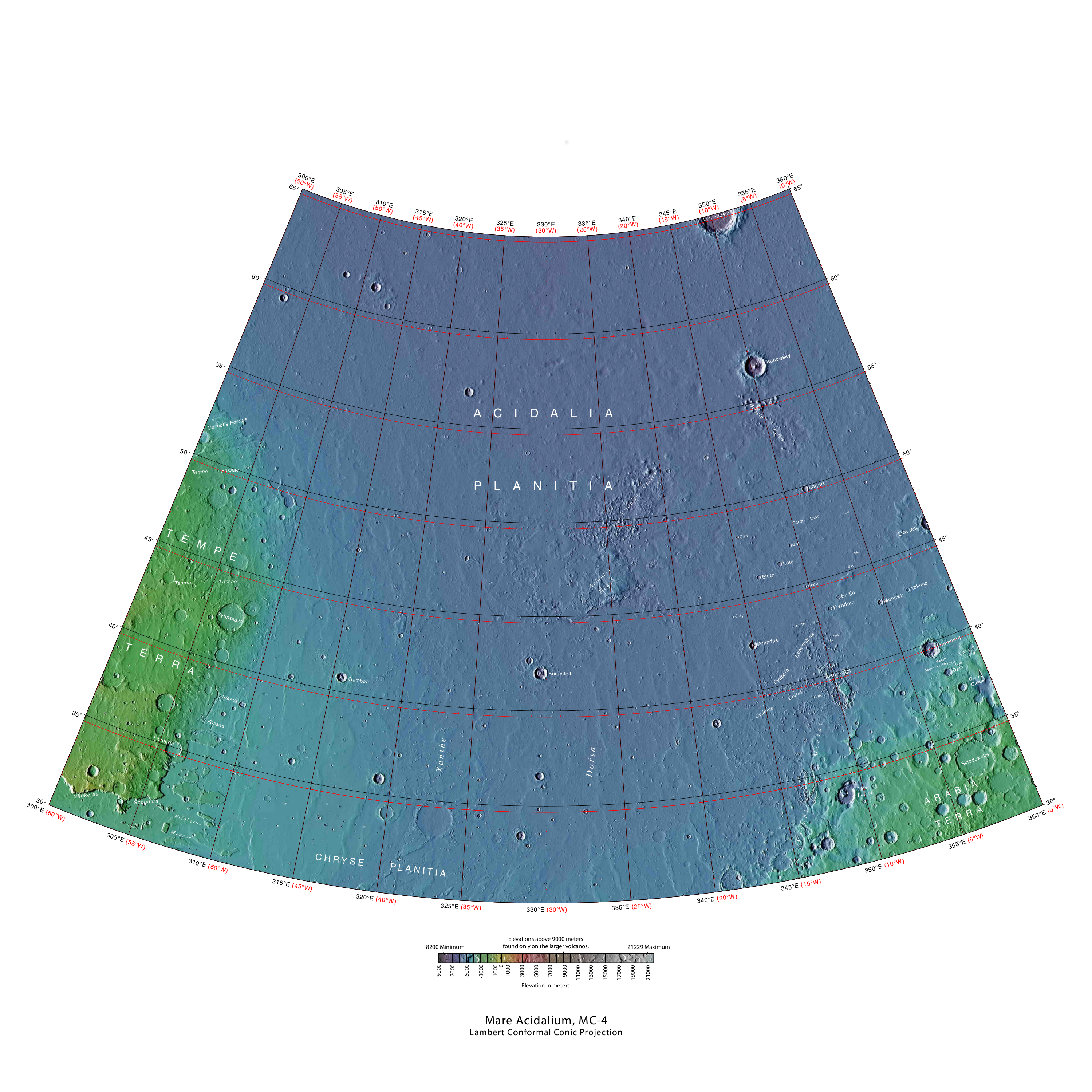
Mappa di MC-04 elaborato dallo strumento Mars Orbiter Laser Altimeter (MOLA) della sonda Mars Global Surveyor (2012). I picchi più elevati sono in rosso e i punti più profondi in blu.

La maglia di Mare Acidalium è la regione di Marte che occupa la zona tra i 0° e i 60° di longitudine ovest e tra i 30 e i 65° di latitudine nord ed è classificata col codice MC-04.
Il suo nome deriva dall'Acidalia Planitia, una vasta estensione pianeggiante che occupa quasi tutta la maglia.

## Elementi geologici
La maglia è caratterizzata dall'omonima Planitia che la ricopre quasi interamente. Contiene molti elementi chiari su fondo scuro, che potrebbero essere vulcani fangosi. Ci sono anche molti gully che fanno sospettare la presenza di acqua allo stato liquido in tempi geologici recenti.

## Esplorazione
Al 2017 non è stata effettuata nessuna missione robotica di superficie in questa maglia e non ne è nemmeno prevista alcuna per il futuro. I dati e le immagini relativi a questa maglia sono stati ripresi da orbiter e sonde che hanno effettuato il fly-by.